# 楊開永
楊開永（英語：Yeung Hoi-wing），民建聯黨員，曾任香港中西區區議會觀龍選區議員，現任中西區區議會地區委員會界別議員。

## 政治生涯
2015年區議會選舉，當時人口估算約13,250人，其中有6,413位是選民。民建聯葉國謙宣布退休。由徒弟楊開永參選，對手是青年新政的梁頌恆。民建聯楊開永以2,491票,以922之差大勝青年新政梁頌恆的1,569票。
2019年香港區議會選舉敗給梁晃維，連任失敗。
2023年香港區議會選舉循地區委員會界別參選，成功當選並重返議會。